# Elaphropeza bicolor
Elaphropeza bicolor är en tvåvingeart som beskrevs av Mario Bezzi 1904. Elaphropeza bicolor ingår i släktet Elaphropeza och familjen puckeldansflugor. Inga underarter finns listade i Catalogue of Life.